# 神戸市営地下鉄海岸線
海岸線（かいがんせん）は、兵庫県神戸市長田区の新長田駅から同市中央区の三宮・花時計前駅までを結ぶ神戸市営地下鉄の路線である。神戸国際港都建設法および都市計画法等に基づく都市高速鉄道としての名称は「都市高速鉄道10号海岸線」である。愛称は夢かもめ。ラインカラーは     ブルー。駅番号を構成する路線記号はK。
起点は新長田駅であるが、駅番号は三宮・花時計前駅から順に付されている。また国土交通省鉄道局監修『鉄道要覧』には三宮・花時計前駅を起点として記載されている。

## 概要
日本で3番目の鉄輪式リニアモーターミニ地下鉄で、神戸市中央区・兵庫区・長田区南部の再開発地域を結ぶ目的で建設され、2001年（平成13年）7月7日に新長田駅 - 三宮・花時計前駅間が開業した。建設費の削減を目的として、トンネル断面積を小さくし、車両の高さ・幅なども他の地下鉄と比べると一回り小さい。
途中にある御崎公園駅はノエビアスタジアム神戸（旧：神戸ウイングスタジアム）の最寄り駅で、サッカーの試合開催時には賑わう。
開業時、駅構内の設備ごとに統一された「音サイン」を流すシステムを全駅に導入した。音サインは出入口、案内コーナー、改札、トイレ、階段、エスカレーター、エレベーター、コンコース（時報）の合計8つある（電車到着・発車メロディ除く）。エレベーターは音サインがあるほか、アナウンスも独自のものを利用している。時報は毎時鳴るわけではなく9時、12時、15時、18時に鳴らしている。
海岸線の電車は開業時から4両編成で運転されているが、将来の旅客数増加を考慮してプラットホームは全駅6両編成まで対応している。また、北神線と同様に都市型ワンマン運転を行っている。
なお海岸線の計画に当たっては新交通システムでの建設も検討されており、三宮では現在の神戸新交通（ポートライナー）三宮駅を二層建てにすることを考えられていた。この新交通システム案については神戸市から依頼を受けた民間の調査会社がまとめた報告書が現在でも残されており、神戸市立中央図書館で広く閲覧することができる。
2025年度から2027年度にかけて全駅に可動式ホーム柵（ホームドア）が設置される予定である。

### 路線データ
- 路線距離（営業キロ）：7.9 km
- 軌間：1,435 mm
- 駅数：10駅（起終点駅含む）
- 複線区間：全線
- 電化区間：全線電化（直流1,500 V・架空電車線方式）
- 閉塞方式：車内信号式
- 保安装置:CS-ATC・ATO
- 最高速度：70 km/h[1]
- 2024年度の混雑率：123%（ハーバーランド駅→中央市場前駅 7:30-8:29）[9]

## 歴史
- 1993年（平成5年）4月26日：運輸省より鉄道事業免許が交付。
- 1994年（平成6年）
  - 1月：都市計画の決定。
  - 4月19日：建設工事の着工[10]。当初は、1999年（平成11年）2月28日に完成予定であった。
- 1995年（平成7年）1月17日：阪神・淡路大震災により工事中断。
- 2000年（平成12年）
  - 2月28日：各駅の正式駅名の決定。
  - 7月：「夢かもめ」の愛称が決定。
  - 8月22日：新長田 - 御崎公園間で試運転開始。
  - 11月15日：全線で試運転開始[11]。
- 2001年（平成13年）
  - 2月1日：習熟運転開始[12]。
  - 6月17日：試乗会開催[13]。
  - 7月6日：開業記念式典[13]。
  - 7月7日：開業[13]。
- 2002年（平成14年）12月16日：終日女性専用車両の開始[14][15]。

## 運行形態
線内折り返しで、自動列車運転装置 (ATO) による都市型ワンマン運転を行っている。日中時間帯は1時間あたり6本（10分間隔）が運行されている。平日は朝6分間隔、夕方7分半間隔、土曜・休日は朝が約7分間隔、日中と夕方は10分間隔となっている。ほぼすべての列車が新長田 - 三宮・花時計前間の直通運転であるが、朝夕には車庫がある御崎公園発着の区間列車も設定されている。朝5時台と夜23時台の始発・最終は新長田 - 御崎公園間の運行である。
ノエビアスタジアム神戸にてラグビーやサッカーの試合開催等イベント時には頻繁に増発列車が運転される。

## 女性専用車両

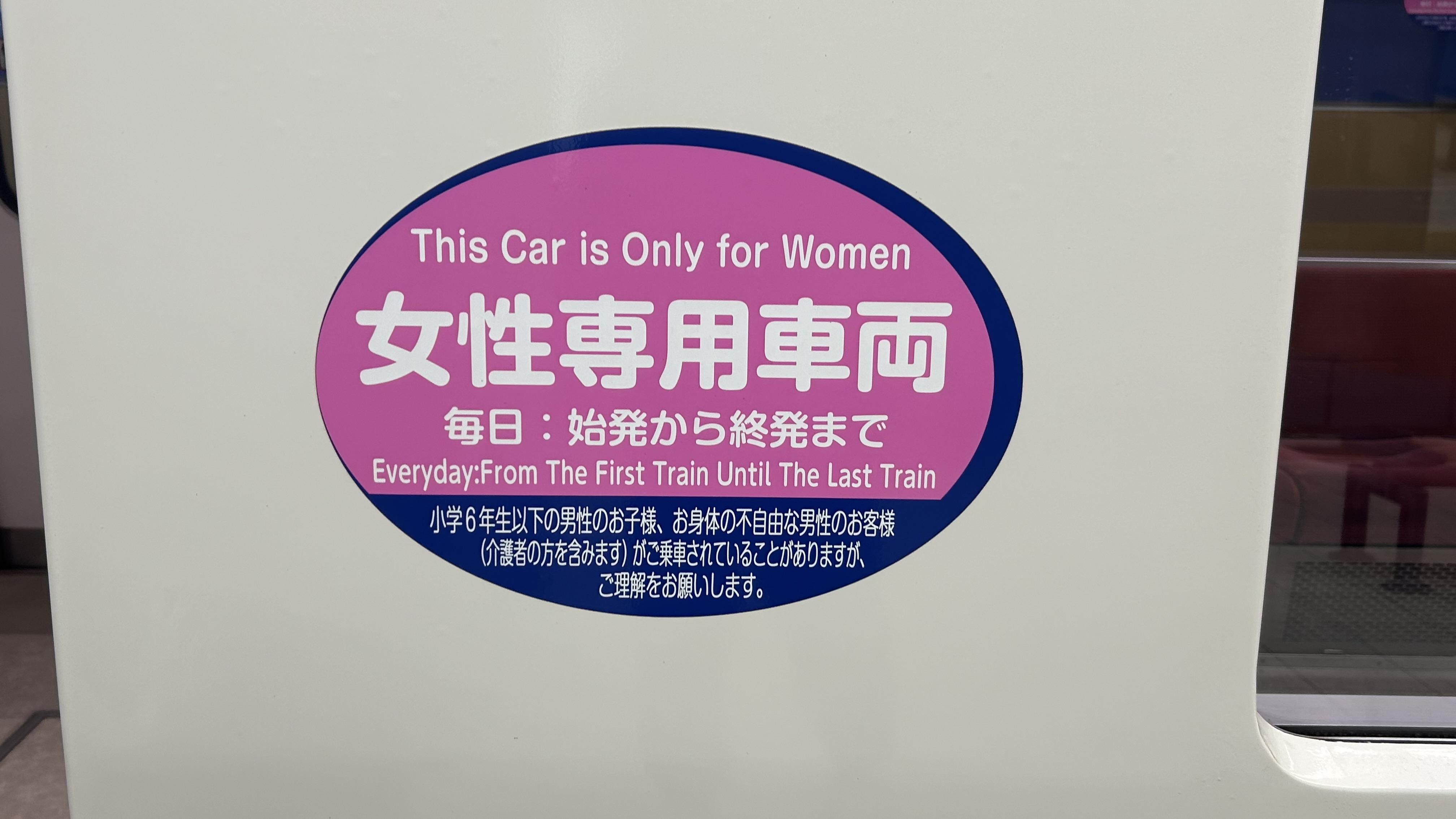
女性専用車両案内

2002年（平成14年）12月16日より、三宮・花時計前方の先頭車は毎日終日女性専用車両に設定されている。毎日終日設定は、同時に設定された西神・山手線とともに日本初の事例である。なお、ノエビアスタジアムでの試合開催時など、著しい混雑が予想される場合は一時的に解除される。

## 利用状況
一日平均乗車人員は全10駅中4駅で2,000人を下回っている。
開業前の輸送人員の予想は、開業年となる2001年度が8万人、2005年度が13万人とされていた。しかし、実績は2001年度が34,446人、2005年度が39,004人、開業10周年となる2011年度でも42,396人と、予測輸送人員の3割程度に留まっている。その後は沿線での大型商業施設の誘致や交通局機能の移転などで需要を喚起した結果、利用客は2019年度で1日平均5万1400人に達したものの、翌2020年度は新型コロナウイルス感染症（COVID-19）流行による在宅勤務の普及や緊急事態宣言を受けた減便で1日平均4万2000人と2011年度並みの水準に戻った。
利用客が大きく伸びない理由としては、主に次の点が原因とされている。
1. 沿線人口の低迷[16]。阪神・淡路大震災で沿線の長田・兵庫地区が被災し、人口が着工時より激減したため。
2. 自動車・バスへの転換[16]。
3. その他。
  - 短距離利用の減少[16]。
  - ハーバーランド駅、三宮・花時計前駅での乗り換えへの抵抗[16]。
  - JR神戸線や和田岬線など競合路線からの転換が進まなかった[16]。
  - 高齢化の進展や、情報化社会の進展により、通勤や業務のための移動自体が減少[16]。

なお、ピーク時の混雑率は、ハーバーランド駅→中央市場前駅間（7時32分-8時32分）で2019年度が119%、2020年度が99%である。JR和田岬線の廃線が行われると160%程度に上るとされている。輸送力増強のために、新たに車両1編成を購入するための予算はすでに確保されているほか、和田岬駅の混雑が著しいために、2020年に列車停止位置の変更にともなうプラットホームの拡張が行われた。
2018年10月3日、久元喜造神戸市長は甲南大学法科大学院の講義にて、「海岸線は1日の乗客が13万5千人で採算が取れるとして建設されたが、ショッピングモールの開業で少し増えても5万人余りしか乗っていない」ことを挙げ、「ランニングコストさえ賄えておらず、政策の失敗としか言いようがない」と断言した。なお、2011年に神戸市がJR西日本に対して和田岬線の廃止を求めたのも、この海岸線の利用を促進させる目的があったとみられる。
日本の地下鉄路線の中で最も赤字である。開業から20年が経過するも単年度でも黒字となったことは一度もなく、累積赤字は資本剰余金を取り崩して欠損金に充てた2014年度を除いて毎年増え続けており、2020年度決算で1069億円まで膨らむと見込まれている。なお、乗客増や駅業務の外注化などによる経費圧縮により、単年度の赤字幅は開業2年目の98億円から2019年度は34億円、2021年度は28億円、2023年度は21億円にまで減少している。

## 利用促進社会実験
2009年より、沿線人口の増加や乗客増に繋げることを目的とした社会実験等が度々実施されている。依然輸送人員は予測と大きく乖離しているものの、年々徐々に乗客数が増えている傾向にある。なお、土日・祝日などに大人1人につき小学生以下2人まで運賃が無料になる「エコファミリー制度」は2005年より西神・山手線を含め全線で実施しており現在も継続されている。

### 都心回遊切符
利用促進策として、2009年4月15日から6月30日まで、ハーバーランド - 三宮・花時計前間の2回乗車券と沿線施設優待券をセットにした「地下鉄海岸線 都心回遊切符」をハーバーランド - 三宮・花時計前間の各駅で試験的に発売した。同日までに利用客増加の効果が見られれば試験発売期間の延長を検討するとしていたが、同年5月後半頃の新型インフルエンザ流行の影響などで売上げは低迷しており、利用促進のために試験発売期間を8月31日まで延長した。

### “乗っ得”1dayパス
2010年7月7日から2011年3月31日までは海岸線が1日中利用できる「海岸線“乗っ得”1dayパス」を450円で発売した（大人用のみで小児用は発売なし）。以後2011年7月7日から2014年3月31日まで毎年度発売した。

### 1キロきっぷ
2014年7月1日からは8月31日まで、駅間キロが1km以下の区間を大人110円、小児・敬老60円で利用できる「1キロきっぷ」の実証実験を実施した（インターネットアーカイブ）。後に、利用促進のため試験発売期間を9月30日まで延長したが、販売目標に届かず本格導入は見送られた。

### 中学生以下無料
2017年7月1日より、兵庫区・長田区南部の地域活性化及び人口減少・利用者向上対策として、海岸線全線で「中学生以下の運賃無料化」の社会実験を開始した。公共交通の運賃無料化は全国初の試みで、2023年度から本格実施に移行した。中学生以下であれば居住地は問わず、神戸市外の住民でも無料で利用可能。2023年9月26日からは紙による申し込みに加えてスマートフォンでの申し込みも可能になった。

## 車両
- 5000形
  - 4両編成10本40両が在籍している。2001年より営業運転開始。

## 車両基地
- 御崎車両基地

## 延伸構想
海岸線は1989年の運輸政策審議会答申第10号では、新長田から和田岬、三宮を経て新神戸を結ぶ路線として示されており、三宮（三宮・花時計前） - 新神戸間が未開業となっている。また、三宮・花時計前から灘区、さらには東灘区内への延伸が構想されている。

## 駅一覧
- 駅番号は三宮・花時計前駅から新長田駅の方向に増加。
- 全駅兵庫県神戸市内に所在。
- 全駅において近畿日本鉄道に駅業務を委託している。
- 駅名欄のカッコ内は副駅名。なお、駅名板下広告については2019年3月31日に契約期間が終了しており[39]、以後の更新については発表されていない。
- 接続路線欄のカッコ内は路線愛称や接続駅の駅番号。接続駅名が異なる場合は⇒印で駅名を記す。

| 駅番号 | 駅名                      | 駅間キロ | 営業キロ | 接続路線 | 所在地 |
| ------ | ------------------------- | -------- | -------- | --- | ------ |
| K10    | 新長田駅 （鉄人28号前）   | -        | 0.0      | 神戸市営地下鉄： 西神・山手線（S09） 西日本旅客鉄道：山陽本線（ JR神戸線：JR-A65) | 長田区 |
| K09    | 駒ヶ林駅 （三国志のまち） | 0.6      | 0.6      | | 長田区 |
| K08    | 苅藻駅                    | 0.8      | 1.4      | | 長田区 |
| K07    | 御崎公園駅                | 0.8      | 2.2      | | 兵庫区 |
| K06    | 和田岬駅                  | 1.1      | 3.3      | 西日本旅客鉄道：山陽本線（■ 和田岬線） | 兵庫区 |
| K05    | 中央市場前駅              | 0.9      | 4.2      | | 兵庫区 |
| K04    | ハーバーランド駅          | 1.4      | 5.6      | 西日本旅客鉄道：東海道本線・山陽本線（ JR神戸線）⇒ 神戸駅（JR-A63） 阪神電気鉄道： 神戸高速線 ⇒ 高速神戸駅（HS 35） 阪急電鉄： 神戸高速線 ⇒ 高速神戸駅（HS 35）                                                                                             | 中央区 |
| K03    | みなと元町駅              | 1.0      | 6.6      | | 中央区 |
| K02    | 旧居留地・大丸前駅        | 0.8      | 7.4      | 西日本旅客鉄道：東海道本線（ JR神戸線）⇒ 元町駅（JR-A62） 阪神電気鉄道： 本線・神戸高速線 ⇒ 元町駅（HS 33） | 中央区 |
| K01    | 三宮・花時計前駅          | 0.5      | 7.9      | 神戸市営地下鉄： 西神・山手線 ⇒ 三宮駅（S03） 西日本旅客鉄道：東海道本線（ JR神戸線）⇒ 三ノ宮駅（JR-A61） 阪神電気鉄道： 本線 ⇒ 神戸三宮駅（HS 32） 阪急電鉄： 神戸本線・神戸高速線 ⇒ 神戸三宮駅（HK-16） 神戸新交通： P ポートアイランド線 ⇒ 三宮駅（P01） | 中央区 |

### デザイン
各駅舎のデザインは、海岸線の駅舎としての統一感を持たせ、利用者にとってわかりやすいデザインとするため、各駅で共通化することが望ましいと考えられる部位については統一化が図られている。駅舎出入口がわかりにくいといった従来の地下鉄出入口の問題を解決すべく、案内サインの統一のほか、舗装材や車止めなどの出入口周辺歩道の整備まで統一して手を加えられている。改札口付近の案内コーナーは腰から上を開放的にするとともに、腰部には金属パネルを使用するなど視覚的にわかりやすくシンボル性を高めたデザインとした。案内コーナー内壁にシンボルカラーのブルーを使い、またホーム階でも全駅の壁には目線の高さにブルーを入れ、海岸線のアイデンティティを表現。ベンチや電話台についてもホームのアクセントとして各駅統一したデザインとした。
一方で、改札外コンコースや地上出入口付近は、駅周辺の地域性をデザイン表現するエリアとし、まちの要素を取り入れたデザインを各駅ごとに採用している。特に、新長田、御崎公園、ハーバーランド、三宮・花時計前と3駅ごとに比較的大きな駅があるため、これらの駅をものさしの目盛りになぞらえて「目盛り駅」とし、ホーム壁を個性的なものとして他の駅と差別化を図るなど、乗客にも駅の区別がわかりやすい工夫がなされてある。各駅のデザインの詳細については駅ごとのページを参照のこと。

## その他
- 「KOBE鉄人PROJECT」の一環として、鉄人28号列車2編成・三国志列車1編成の車内で横山光輝作曲のオリジナル曲が、全駅の駅構内で鉄人テーマソングが1日4回（三宮・花時計前、ハーバーランド、新長田では1日10回）流れる[40]。
- 映画『交渉人 真下正義』のロケに使用され、5000形車両や御崎公園駅、御崎車両基地などが登場する。デュオこうべには、撮影時に使用された車両模型が展示されていた。
- 2019年、ホームや改札口に設置されている発車標が、従来のLED電光掲示板からLCD式のものに交換された。同時に駅自動放送も更新された。
- 海岸線の各駅には、海岸線開業にあたって神戸市交通局が募集した2000年生まれの赤ちゃんの「手形・足形タイル」が飾られており[41]、合計約3,400名のタイルを各駅に展示している[42]。三宮・花時計前駅には女子柔道の阿部詩、ハーバーランド駅には女子プロゴルファーの古江彩佳と安田祐香、新長田駅にはフィギュアスケートの坂本花織の赤ちゃん時代の手形・足形が飾られている[43]。また2020年には開業20周年を記念し同年生まれの赤ちゃんの手形を募集し、合計1,771名の手形を用い三宮・花時計前駅、旧居留地・大丸前駅、みなと元町駅、御崎公園駅、駒ヶ林駅にて2021年7月から手形アートパネルを展示している[44]。